# Фиандт, Отто фон
Отто фон Фиандт (швед. Otto von Fieandt, 1762—1823) — шведский полковник, ветеран двух русско-шведских войн (1788—1790 и 1808—1809). Родился в семье военного в регионе Саво. Отличался эксцентричным поведением, куря трубку во время сражений. Во время войн всегда мог вовремя увести свой отряд, избегая разгрома. Его образ запечатлен финским поэтом Рунебергом. Похоронен в Выборге.